# Мировни караван
Мировни караван је караван мировних активиста који једном годишње путује републикама бивше СФРЈ. Обично се оджава почетком маја и траје око две недеље. Завршна активност каравана дешава се 15. маја, као обележавање Међународног дана приговора савести.
2005. године инициран је први мировни караван од стране регионалне мреже „Приговор за мир“, ради остварења „трајног мира на овом ратовима опустошеном простору". Мировни караван настоји да на креативан начин приближи јавности идеје као што су: право на приговор савести, демилитаризација, антифашизам, ненасиље и култура мира. До сада су се активности Мировног каравана дешавале на територији Босне и Херцеговине, Хрватске, Србије, Косова, Македоније и Грчке. Активности каравана се обично састоје од организовања храна не оружје, дељења летака, одржавања свирки и слично.
2006. године је одржан други мировни караван у следећим градовима: Скопље, Приштина, Београд, Нови Сад, Бања Лука, Сарајево, Мостар, Шибеник, Загреб.
2007. године је одржан трећи мировни караван у Ријеци, Задру, Приједору, Тузли, Нишу и Прилепу. У Нишу је дошло до инцидента када је група скинхедса напала мировне активисте.
2008. године четврти мировни караван је обишао следеће градове: Сарајево, Приједор, Панчево, Зајечар, Скопље.